# Colonoscopia

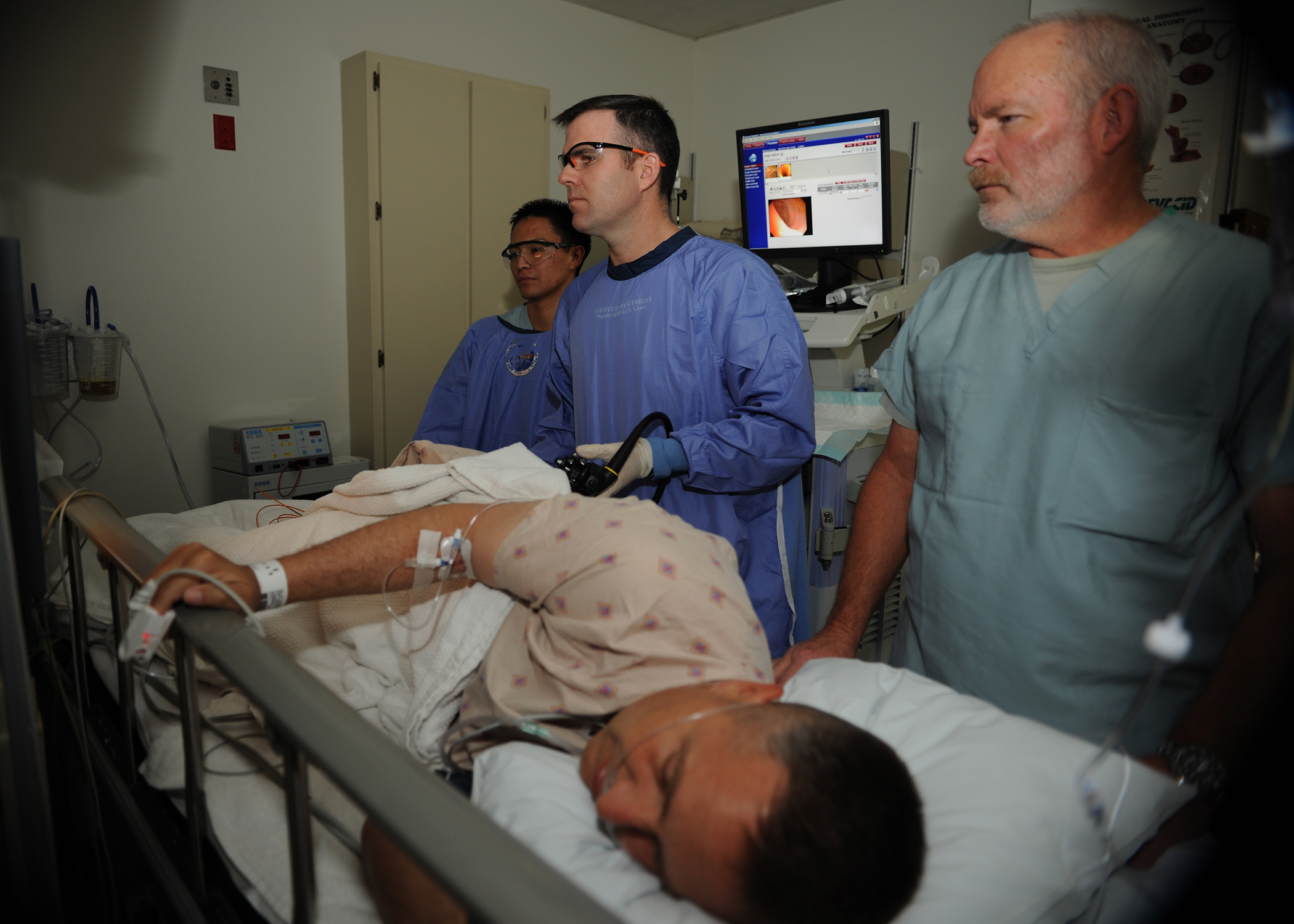
Um homem sendo submetido a uma colonoscopia nos Estados Unidos.

A colonoscopia é o exame endoscópico do intestino grosso e do reto podendo incluir a porção distal do íleo. É realizado principalmente para detecção de pólipos (tumores benignos), que podem sofrer transformação para malignidade. O exame também pode detectar cânceres nos seus diversos estágios. É utilizado também para o diagnóstico de doença inflamatória intestinal e outras patologias. Além da avaliação da mucosa intestinal e do calibre do órgão, permite a realização de coleta de material para exame histopatológico (biópsia) e de procedimentos, como a retirada de pólipos (polipectomia), descompressão de volvo intestinal e a hemostasia de lesões sangrantes.
A colonoscopia virtual, também denominada colonografia, é um exame que utiliza a reconstrução, em três dimensões, de imagens obtidas através de tomografia computadorizada. É um exame não-invasivo (se comparado à colonoscopia), destinado à avaliação da mucosa do cólon. É realizada em geral sem anestesia sendo bastante incômoda porém, menos invasiva que o exame colonoscópico. Requer preparo também (limpeza do cólon), e estudos sugerem que seja menos eficaz para a detecção de pequenas lesões, além de  não permitir a realização de coleta de biópsias. É consideravelmente mais caro e pouco disponível. Indicada normalmente em casos específicos nos quais a passagem do endoscópio não seja possível em algum segmento do intestino.

## Indicações
A colonoscopia é indicada para: 
- Pessoas acima de 50 anos (prevenção de câncer de cólon e reto);
- Pessoas acima de 40 anos que têm familiares com histórico de câncer de cólon ou reto;
- Diarreia;
- Prisão de ventre;￼￼
- Dor abdominal;￼￼
- Sangramento gastrointestinal;￼￼
- Tumor￼￼ gastrointestinal;
- Doenças inflamatórias intestinais (Colite)

Somente o profissional médico (gastroenterologista, coloproctologista e/ou colonoscopista), devidamente treinado e capacitado, pode realizar com segurança o exame.

## Procedimento
O procedimento é realizado em sala apropriada para o exame, com ou sem a presença de anestesista, de acordo com os protocolos de sedação da instituição. Pode ser necessária consulta prévia com anestesista e/ou enfermeiro, que lhe dará informações detalhadas sobre as restrições alimentares e o preparo do cólon, ou ir à instituição buscar o preparo que deve ser feito no dia e/ou na véspera do exame. O cólon (intestino) deverá estar totalmente limpo para a realização do procedimento.
O exame consiste na introdução de um tubo flexível (colonoscópio) através do intestino grosso. O procedimento dura, em média, 15 a 60 minutos.

## Precauções
Para um exame seguro, o cólon deve estar completamente limpo. O paciente deve seguir as orientações de preparo com rigor.
A maioria dos medicamentos de uso habitual deve ser usada como de  costume. No entanto, alguns podem interferir no preparo ou no próprio exame. É importante informar os médicos quais os medicamentos que o paciente costuma usar, como aspirina, medicações para artrite, anticoagulantes, insulina e/ou produtos contendo ferro, bem como alergias a medicamentos, doenças pulmonares e/ou cardíacas.
Após o exame, o paciente deve ser encaminhado para uma sala de  recuperação pós-anestésica, até que todos os efeitos da medicação tenham passado. A colonoscopia é geralmente bem tolerada e raramente causa dor. Pode ocorrer sensação de pressão, inchaço e/ou cãibra em alguns momentos após o exame, que desaparecem em seguida. A dieta será liberada, a não ser que o médico oriente de outra forma.
O médico informá-lo-á sobre o resultado do exame, logo após a sua realização. Em caso de realização de biópsias, o hospital ou clínica informará quando o resultado estiver disponível.

## Cuidados após o procedimento
- Não dirigir nenhum tipo de veículo automotivo, por um período de 12 horas;
- Não retornar ao trabalho, caso seja sedado;
- Não retornar para casa sem acompanhamento;
- Alimentação leve;
- Ingerir Líquidos.

## Recuperação da colonoscopia
A colonoscopia geralmente leva de 30 a 60 minutos. Pode ocorrer cãibra ou inchaço durante a primeira hora após o procedimento. O sedativo leva tempo para perder efeito. Pacientes precisam permanecer na clínica por 1 a 2 horas depois do procedimento. A recuperação completa é esperada para o dia seguinte.

## Efeitos colaterais da colonoscopia
Pacientes que desenvolverem qualquer um desses efeitos colaterais deve entrar em contato com o médico imediatamente:
- Dor abdominal forte;
- Febre;
- Sangue nas fezes;
- Tontura;
- Fraqueza.